# Верджемоли
Верджемоли (итал. Vergemoli) — коммуна в Италии, располагается в регионе Тоскана, в провинции Лукка.
Население составляет 345 человек (2008 г.), плотность населения составляет 13 чел./км². Занимает площадь 27 км². Почтовый индекс — 55020. Телефонный код — 0583.
Покровителями коммуны почитаются святые Кирик и Иулитта, празднование 13 июня и 16 июля.

## Демография
Динамика населения:

## Администрация коммуны
- Официальный сайт: http://www.comune.vergemoli.lu.it/ Архивная копия от 3 сентября 2011 на Wayback Machine